# Пяски (гміна, Гостинський повіт)
Гміна Пя́ски (пол. Gmina Piaski) — сільська гміна у північно-західній Польщі. Належить до Гостинського повіту Великопольського воєводства.
Станом на 31 грудня 2011 у гміні проживало 8531 особа.

## Територія
Згідно з даними за 2007 рік площа гміни становила 100.76 км², у тому числі:
- орні землі: 78.00 %
- ліси: 14.00 %

Таким чином, площа гміни становить 12.43 % площі повіту.

## Населення
Станом на 31 грудня 2011:
| Опис     | Загалом | Загалом | Чоловіки | Чоловіки | Жінки | Жінки |
| -------- | ------- | ------- | -------- | -------- | ----- | ----- |
| одиниця  | осіб    | %       | осіб     | %        | осіб  | %     |
| все      | 8531    | 100     | 4223     | 49.50    | 4308  | 50.50 |
| міське   | 0       | 100     | 0        |          | 0     |       |
| сільське | 8531    | 100     | 4223     | 49.50    | 4308  | 50.50 |

## Сусідні гміни
Гміна Пяски межує з такими гмінами: Борек-Велькопольський, Гостинь, Дольськ, Кробя, Пемпово, Погожеля.